# Belagerung von Zaatcha
Die Expedition zur Belagerung und Einnahme der Wüstenstadt Zaatcha (Algerien) wurde im Jahr 1849 durch französische Truppen unter Général Émile Herbillon durchgeführt. Verteidiger der befestigten Anlage waren berberische und algerischen Krieger des Scheich Bouziane. Es war Teil des Heiligen Krieges, mit dem die Franzosen vertrieben werden sollten. Die Franzosen boten mehr als 7000 Soldaten auf.

## Vorgeschichte
Das ab 1830 in Algerien einmarschierende Frankreich der Julimonarchie expandierte ab den 1840er militärisch in die Region und stationierte 1844 Truppen in Biskra. Der Emir Abd el-Kader, Anführer der gegen die Franzosen gerichteten Aufstände, befand sich bereits in französischem Gewahrsam, die Unruhen gingen jedoch weiter.
Im Mai 1849 nahm Scheich Bouzian die Erhöhung der Dattelpalmensteuer zum Vorwand, die Bevölkerung zum Aufstand zu bewegen. Er behauptete, dass er eine göttliche Botschaft erhalten habe, auf Grund derer er berufen sei, die französischen Neusiedler zu verjagen. Nachdem ein Leutnant aus dem Büro für arabische Angelegenheiten versucht hatte, den Scheich zu entführen, rief dieser den heiligen Krieg aus. Das 2. Infanterieregiment der Fremdenlegion, das sich auf eine Sicherungsaktion bei Batna und Sétif befand, wurde nach Zaatcha beordert.

## Verlauf der Aktion
Die Truppen des Colonel Jean-Luc Carbuccia, sowie das „3e bataillon d’Afrique“ (3. Afrikanisches Bataillon) erschienen am 16. Juli vor dem Ksar. Die sofort eingeleiteten Angriffe wurden verlustreich zurückgewiesen, da die Oase von einem Gewirr von Mauern und Gräben umgeben war. Zaatcha verfügte über eine mit Zinnen versehene Mauer und einen Wassergraben, der den Angreifern den Weg versperrte.
Am 7. Oktober erschien Général Herbillon auf der Szene, mit ihm ein Expeditionscorps aus 4000 Mann, die auch Belagerungsmaterial mit sich führten. Nach einer Artillerievorbereitung griff das 2. Regiment der Fremdenlegion eine Häusergruppe im Norden der Palmenplantage an und besetzte diese. Eine Einnahme der gesamten Oase war zu diesem Zeitpunkt jedoch nicht möglich.
Die französischen Truppen begannen Feldverschanzungen anzulegen, aus denen heraus versucht wurde, ein Bresche in die Mauer des Ksar zu schlagen. Am 20. Oktober begannen die Fremdenlegionäre und das 43e régiment d’infanterie de ligne einen Sturm, der von den Pionieren unterstützt wurde. Diesen konnten die gut verschanzten Verteidiger zurückschlagen und den Angreifern schwere Verluste zufügen. Gleichzeitig konnten die Franzosen ständig feindliche Truppen abweisen, die versuchten als Verstärkung der Belagerten zu Hilfe zu kommen.
Am 8. November erreichte der Colonel François Certain Canrobert mit zwei Bataillonen Zuaven die Belagerer. Am 12. November kam als letzte Einheit das 8e bataillon de chasseurs à pied (8. Jägerbataillon zu Fuß) dazu, was die französischen Truppen auf einen Gesamtbestand von 7000 Mann brachte. Allerdings brachten die Zuaven die Cholera mit, was am Ende große Verluste verursachte.
Am 24. November machten die Belagerten, den Wachwechsel ausnutzend, einen überraschenden Ausfall. Die Berberischen Krieger mitsamt ihren Frauen stürmten in die Gräben der Belagerer. Die Jäger, verstärkt durch die Tirailleurs (Schützen) des Lieutenant-colonel Bourbaki, wiesen diese blutig zurück.
In der Nacht vom 25. auf den 26. November wurden drei Breschen in die Verteidigungsmauer geschlagen und dabei der vorgelagerte Graben zugeschüttet. Um 07:00 Uhr traten drei, je dreihundert Mann starke Angriffskolonnen an, die unabhängig voneinander operierten. Sie standen unter dem Kommando der Colonels Canrobert, Barral und Lourmel. Die Tirailleurs von Commandant Bourbaki starteten gleichzeitig an anderer Stelle einen Ablenkungsangriff.
Der Angriff selbst war ein einziges Gemetzel, die engen Straßen waren vollgestopft mit zäh kämpfenden Verteidigern, die jedoch nicht verhindern konnten, dass die Franzosen unter schweren Verlusten ein Haus nach dem anderen eroberten.
Anschließend massakrierten die Franzosen die Bevölkerung. Dazu schrieb Alfred Nettement:

„Die Hartnäckigkeit der Verteidiger (von Zaatcha) hatte die Zuaven verärgert. Unser Sieg wurde durch kriminelle Exzesse entehrt. […] Nichts war ihnen heilig, nicht das Geschlecht, nicht das Alter. Das Blut, der Pulverdampf und der Kampfesrausch führten zu diesen schrecklichen Verletzungen der Humanität – Mitleid und Moral existierten nicht mehr. Kindern wurden die Köpfe an den Mauern zerschmettert, Frauen wurden so lange geschändet, bis der Tod für sie eine Erlösung war. Die militärischen Bulletins bestanden jedoch später darauf, dass dieses Vorgehen, sowie die Nachricht von der Zerstörung von Zaachta und den dort geschehenen Greueltaten, die sich in Windeseile über alle Oasen verbreitet hatte, seinen Zweck erfüllt habe.“

## Folgen
Bereits einen Tag nach dem französischen Sieg erschienen die ersten Vertreter von Stämmen vor Général Herbillon um sich zu unterwerfen. Die Scheichs Bouzian, Moussa und Lahcène wurden von den Zuaven des Commandant Lavarande gefangen genommen. Auf Befehl von Général Herbillon wurden sie exekutiert und ihre Köpfe in Biskra zur Schau gestellt. 
Die 52 Tage andauernde Belagerung hatte die Armée d’Afrique mehr als 2000 Mann an Verlusten gekostet, davon waren 600 Mann an der Cholera gestorben. 
Die Einwohner von Zaatcha, Männer, Frauen und Kinder wurden ermordet.

### Zeitdokumente
- Général Émile Herbillon: Insurrection survenue dans le sud de la province de Constantine en 1849 : relation du siège de Zaatcha. J. Dumaine, Paris 1863.

### Sachliteratur
- Halim Cherfa: L’Héroïque Bataille de Zaatcha, El-Maraaf-Annaba 2007, ISBN 978-9947-0-1646-6.
- P. Cart-Tanneur et T. Szecsko: Le Deuxième Étranger, B.I.P., 1986, ISBN 2-905393-02-5.